# Tryckluftslok

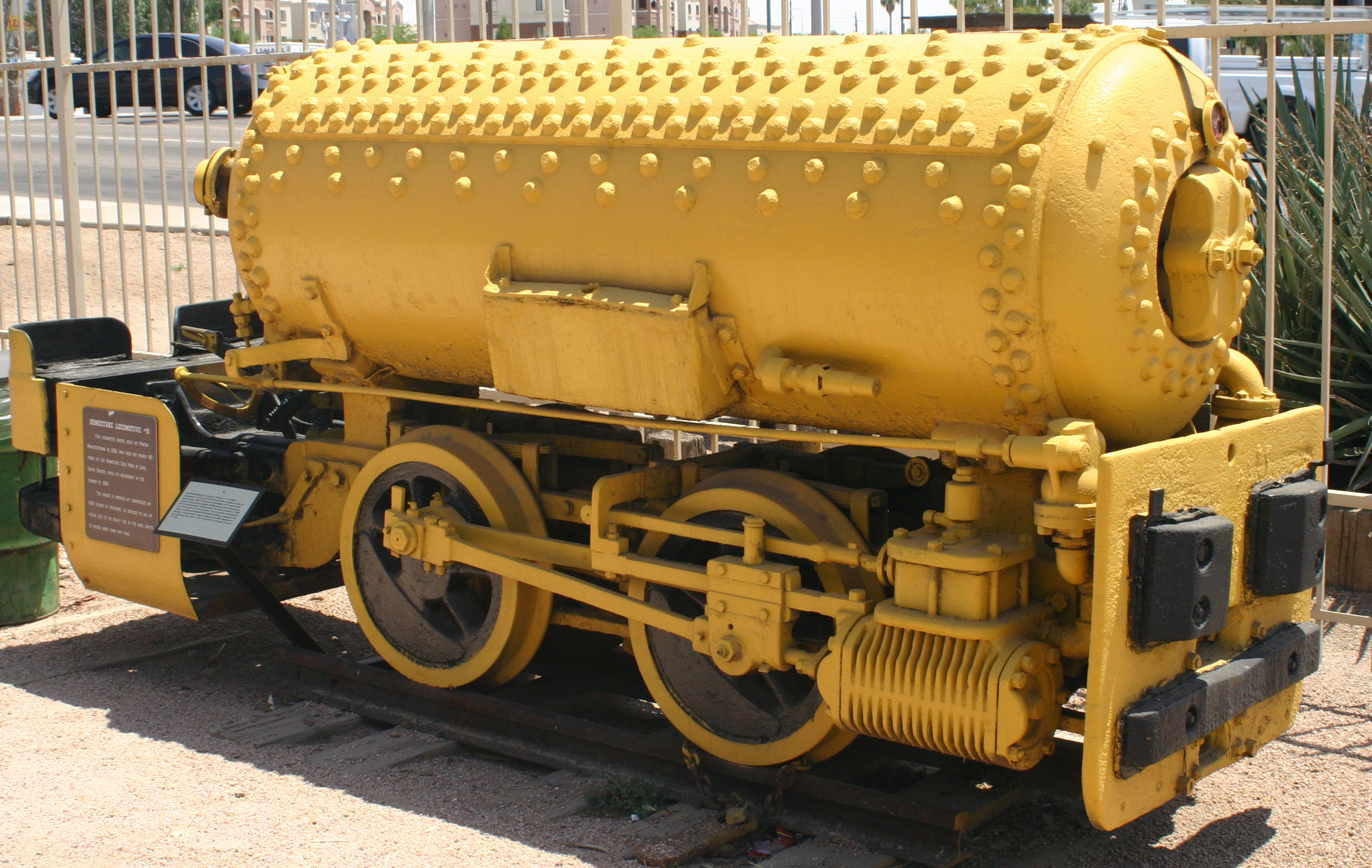
Ett amerikanskt tryckluftslokomotiv

Ett tryckluftslok är ett lok som drivs med tryckluft, som pumpas in från en yttre tryckluftskälla till en lufttank i loket.
Tryckluftslokets fördelar är att det varken ger utsläpp som ånglok och diesellok, eller behöver strömtillförsel som ellok. Nackdelen är beroendet av tryckluftskällan.
Tryckluftslok har bland annat använts i gruvdrift, där utsläpp från ång- eller diesellok skulle vara förödande, men där aktionsradien är begränsad.